# Patricia Broßmann
Patricia Broßmann (* 23. März 1997 in Berlin) ist eine deutsche Basketballspielerin.

## Laufbahn
Broßmann begann im Alter von sechs Jahren bei der BG Zehlendorf mit dem Basketballsport. Später spielte sie für den TuS Lichterfelde in der Weiblichen Nachwuchs-Basketball-Bundesliga und in der 2. Bundesliga sowie zwischenzeitlich (2014/15) wieder für Zehlendorf. Sie besuchte das Schul- und Leistungssportzentrum Berlin. 2016 nahm sie an der University of San Diego im US-Bundesstaat Kalifornien ein Studium auf. Von 2016 bis 2020 bestritt die 1,82 Meter große Flügelspielerin 119 Spiele für San Diego, in denen sie im Mittel 5,8 Punkte erzielte.
In der Sommerpause 2020 wurde Broßmann vom französischen Zweitligisten Cob Calais verpflichtet. Sie kam in Calais auf 15 Ligaeinsätze (5,3 Punkte/Spiel). In der Saison 2021/22 verstärkte sie den Bundesligisten TK Hannover Luchse. Für den TK kam sie in der Bundesliga auf Mittelwerte von 10,8 Punkten sowie 10,6 Rebounds je Begegnung. Sie wechselte hernach wieder ins Ausland, spielte in der Sommersaison 2022 für die Rockingham Flames in Australien und steigerte dort ihre in Hannover erreichten Mittelwerte auf 18,7 Punkte und 10,6 Rebounds. Broßmann nahm im Juni 2022 ein Angebot des italienischen Zweitligisten ASD Costa Basket an.
Im Sommer 2023 wechselte sie innerhalb Italiens zum Erstligisten Faenza Basket.

### Nationalmannschaft
Broßmann war deutsche Nationalspielerin in den Altersklassen U16, U18 und U20. 2012 nahm sie an der U16-Europameisterschaft teil, ein Jahr später bei der B-EM derselben Altersklasse war sie mit 16,6 Punkten je Begegnung die drittbeste Korbschützin des in Portugal veranstalteten Turniers. 2014, 2015 (jeweils U18) und 2017 (U20) gehörte sie bei weiteren B-EM-Endrunden zum deutschen Aufgebot. Im November 2021 bestritt Broßmann ihr erstes A-Länderspiel.